# Alice nel Paese delle Meraviglie (singolo)
Alice nel Paese delle Meraviglie è il trentaquattresimo singolo della cantante italiana Cristina D'Avena pubblicato nel 1987 e distribuito da C.G.D. Messaggerie Musicali S.p.A.

## Il brano
Alice nel Paese delle Meraviglie è una canzone scritta Alessandra Valeri Manera su musica e arrangiamento di Giordano Bruno Martelli, nonché sigla dell'anime omonimo. Nelle prime stampe del disco la retro copertina è stata erroneamente stampata con i colori monocromatici difetto corretto nella ristampa a colori.
Sul lato B del vinile è stata pubblicata la versione strumentale del brano.
La base musicale è stata usata in Spagna col titolo Lucy (per l'anime Lucy May) e in Francia col titolo Laura ou la passion du theatre (per l'anime Il grande sogno di Maya.

## Tracce
- LP: FM 13172

Lato A
Testi di Alessandra Valeri Manera, musiche di Giordano Bruno Martelli; edizioni musicali Canale 5 Music.
1. Alice nel paese delle meraviglie – 3:07

Durata totale: 3:07
Lato B
Testi di Alessandra Valeri Manera, musiche di Giordano Bruno Martelli; edizioni musicali Canale 5 Music.
1. Alice nel paese delle meraviglie (strumentale) – 3:07

Durata totale: 3:07

## Produzione
- Alessandra Valeri Manera – Produzione artistica e discografica
- Direzione Creativa e Coordinamento Immagine Mediaset – Grafica

## Produzione e formazione del brano
- Giordano Bruno Martelli[2] – Produzione e arrangiamento, tastiera e programmazione
- Tonino Paolillo – Registrazione e mixaggio al Mondial Sound Studio, Milano
- Orchestra di Giordano Bruno Martelli – Esecuzione brano
- Piccolo Coro dell'Antoniano – Coro
- Mariele Ventre – Direzione coro

## Pubblicazioni all'interno di album e raccolte
Alice nel paese delle meraviglie è stato inserito all'interno di alcuni album e raccolte dell'artista:
| Anno | Album                                       | Titolo                           | Versione                                            |
| ---- | ------------------------------------------- | -------------------------------- | --------------------------------------------------- |
| 1987 | Fivelandia 5                                | Alice nel paese delle meraviglie | Versione originale                                  |
| 1987 | Fivelandia TV                               | Alice nel paese delle meraviglie | Videoclip utilizzato per la trasmissione televisiva |
| 1997 | Le fiabe più belle                          | Alice nel paese delle meraviglie | Versione originale                                  |
| 2005 | Cartoonlandia Girls                         | Alice nel paese delle meraviglie | Versione originale                                  |
| 2006 | Fivelandia 5 & 6                            | Alice nel paese delle meraviglie | Versione originale                                  |
| 2006 | Fivelandia 5                                | Alice nel paese delle meraviglie | Versione originale                                  |
| 2007 | Il mondo delle favole                       | Alice nel paese delle meraviglie | Versione originale                                  |
| 2012 | Il valzer del moscerino presenta: le favole | Alice nel paese delle meraviglie | Versione originale                                  |
| 2019 | Fivelandia Reloaded - Volume 5              | Alice nel paese delle meraviglie | Versione originale                                  |